# Hesperocyon
Hesperocyon is een geslacht van uitgestorven hondachtigen, behorende tot de onderfamilie der Hesperocyoninae. Hesperocyon was endemisch in Noord-Amerika. Het geslacht leefde van het Laat-Eoceen tot en met het Vroeg-Oligoceen, van 42,5 miljoen jaar geleden tot 31,0 miljoen jaar geleden. Hesperocyon was een van de meer succesvolle hondachtige carnivoren. Het dier had korte poten, voorwaarts gerichte ogen, een slank lichaam en lange kaken die een duidelijke verwantschap met moderne hond(achtig)en aanduiden. Zijn levensstijl was waarschijnlijk gelijk aan die van moderne honden: men neemt aan dat hij in troepen jaagden, en net als honden van nu een complexe groepsstructuur had. Hierdoor konden de dieren grotere prooien dan zijzelf vangen, wat voor de voedselvoorziening erg profijtelijk was. De dieren zouden als individu nooit prooien van zulke afmetingen hebben kunnen vangen.

## Morfologie
Het dier leek waarschijnlijk meer op een civetkat of een kleine wasbeer dan op een hondachtige. Het lichaam van het dier was lang en flexibel, evenals zijn staart. Zijn ledematen waren kort en vrij zwak voor een hondachtige, doch lang in vergelijking met andere diersoorten. Toch maken de bouw van zijn gehoorbeentjes en de verdeling van zijn tanden duidelijk dat het dier een roofdier geweest moet zijn. Het dier was tachtig centimeter lang, had lange kaken, en de ogen waren naar voren gericht. Het is vrijwel zeker dat het dier in ieder geval vlees at, maar in plaats van een carnivoor- was het misschien wel een omnivoor.
Het dier had vijf tenen met nagels die gedeeltelijk ingetrokken konden worden. Vooral bij de schedel vertoonde het dier bijzonder primitieve kenmerken, zoals dat de trommelvliesknobbel niet verhard was. De hersenholte was wel optimaal ontwikkeld: de wenkbrauwogen en de achterhoofdsknobbel getuigen van het feit dat Hesperocyon later gedateerd moet worden dan men zou verwachten aan de hand van andere lichaamskenmerken. Hesperocyon had tevens hondachtige oren.
Er wordt gespeculeerd dat Hesperocyon (en andere hondachtigen uit het Eoceen) ondergronds leefden op een manier zoals stokstaartjes, maar hiervoor is (bijna) geen bewijs.

### Kaak
Hesperocyon had geen laatste echte kiezen in de bovenkaak. Hierdoor had het dier in totaal slechts tweeënveertig tanden en kiezen. De eerste echte kies in de onderkaak en de laatste valse kies in de bovenkaak waren verworden tot knipkiezen, een kenmerkende eigenschap van echte carnivoren.

### Lichaamsgewicht
De biologen S. Legendre en C. Roth hebben onderzocht wat het waarschijnlijke lichaamsgewicht van het beest geweest moest zijn, in kader van een onderzoek over het waarschijnlijke gewicht van recente zoogdieren. Bij een fossiel werd vastgesteld dat het dier in kwestie 1.67 kilogram gewogen moet hebben. Bij een ander fossiel werd een waarschijnlijk lichaamsgewicht van 1.73 kilogram vastgesteld. Een gewicht van om en nabij de 1.7 kilogram is dus een goede raming van het lichaamsgewicht van het dier.

## Fylogenie

### Taxonomie
Hesperocyon behoort tot Canidae, beter bekend als de hondachtigen. Tot deze groep behoren de vossen, jakhalzen, coyotes, honden en wolven. De groep bestaat al 40 miljoen jaar, sinds het Laat-Eoceen, toen de eerste hondachtigen verschenen. Hesperocyon behoort tot deze vroege hondachtigen, zo is te zien aan zijn civetkatachtige lichaam en korte poten. Net als de andere vroege hondachtigen leefde Hesperocyon uitsluitend in Noord-Amerika.
Hesperocyon werd toegewezen aan Borophagini in 1999 Xiaoming Wang en zijn medewerkers. Fossiele vondsten van H. gregarius zijn gedateerd op een leeftijd van 37 miljoen jaar oud op z'n minst. Echter, er zijn vondsten van 39.74 miljoen jaar geleden behorende tot Hesperocyon. Nu is Hesperocyon in een eigen onderfamilie geplaatst in de Canidae, de Hesperocyonidae.

### Afstamming

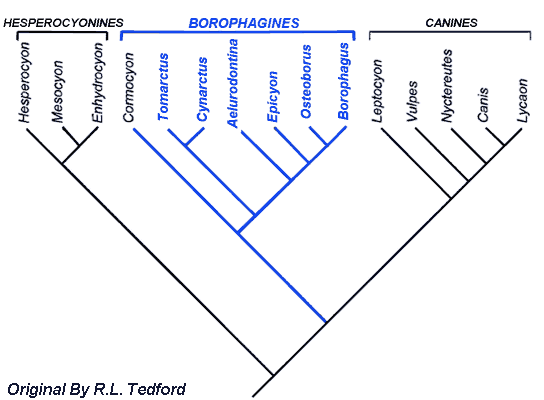
Fylogenetische indeling van Canidae.

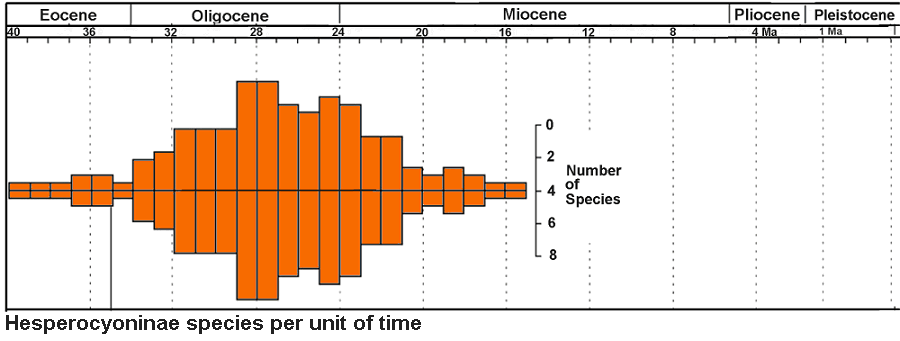
Fluctuatie van het aantal soorten binnen Hesperocyoninae.

De Carnivora evolueerde zich uit Miacoidea zo'n 55 miljoen jaar geleden. 50 miljoen jaar geleden splitste deze groep zich in twee groepen: de Feliformia (katachtige dieren) en de Caniformia (hondachtige dieren). 40 miljoen jaar geleden ontstond Prohesperocyon (letterlijk: 'voor Hesperocyon'), de eerste hondachtige en de gemeenschappelijke voorouder van de hondachtigen, ofwel Canidae, die evolueerden uit de Caniformia. Canidae splitste zich in drieën: Borophaginae, Hesperocyoninae en Caninae. Hesperocyoninae was de onderfamilie waar Hesperocyon (mogelijk) de gemeenschappelijke voorouder van was. Heden ten dage bestaat alleen Caninae nog, de groep waar de moderne hond ook tot behoort.
Hesperocyoninae was een grote onderfamilie: tien verschillende geslachten en in totaal zesentwintig verschillende soorten zijn heden ten dage gevonden. Hesperocyoninae is dus een belangrijke schakel tussen Prohesperocyon en de Hesperocyoninae. Hesperocyoninae vertoonde net als de andere twee groepen binnen de hondachtigen een steeds maar groter wordend lichaamsgewicht. Hesperocyon was met een lichaamsgewicht van amper twee kilogram een van de lichtere vertegenwoordigers van de Hesperocyoninae.

### Soorten

#### Hesperocyon gregarius
Hesperocyon gregarius had een lager lichaamsgewicht dan Hesperocyon coloradensis (1.99 kilogram tegenover 3.30 kilogram). Hesperocyon gregarius stond vroeger ook wel bekend als Canis gregarius, Cynodictis gregarius, Galecynus gregarius of Pseudocynodictis gregarius. Deze zijn echter alle nomina oblita. Hesperocyon gregarius kwam voor in wat nu Noord-Amerika is, in Saskatchewan (Canada), Colorado, Montana, Nebraska, North Dakota, South Dakota en Wyoming (Verenigde Staten).

## Galerij

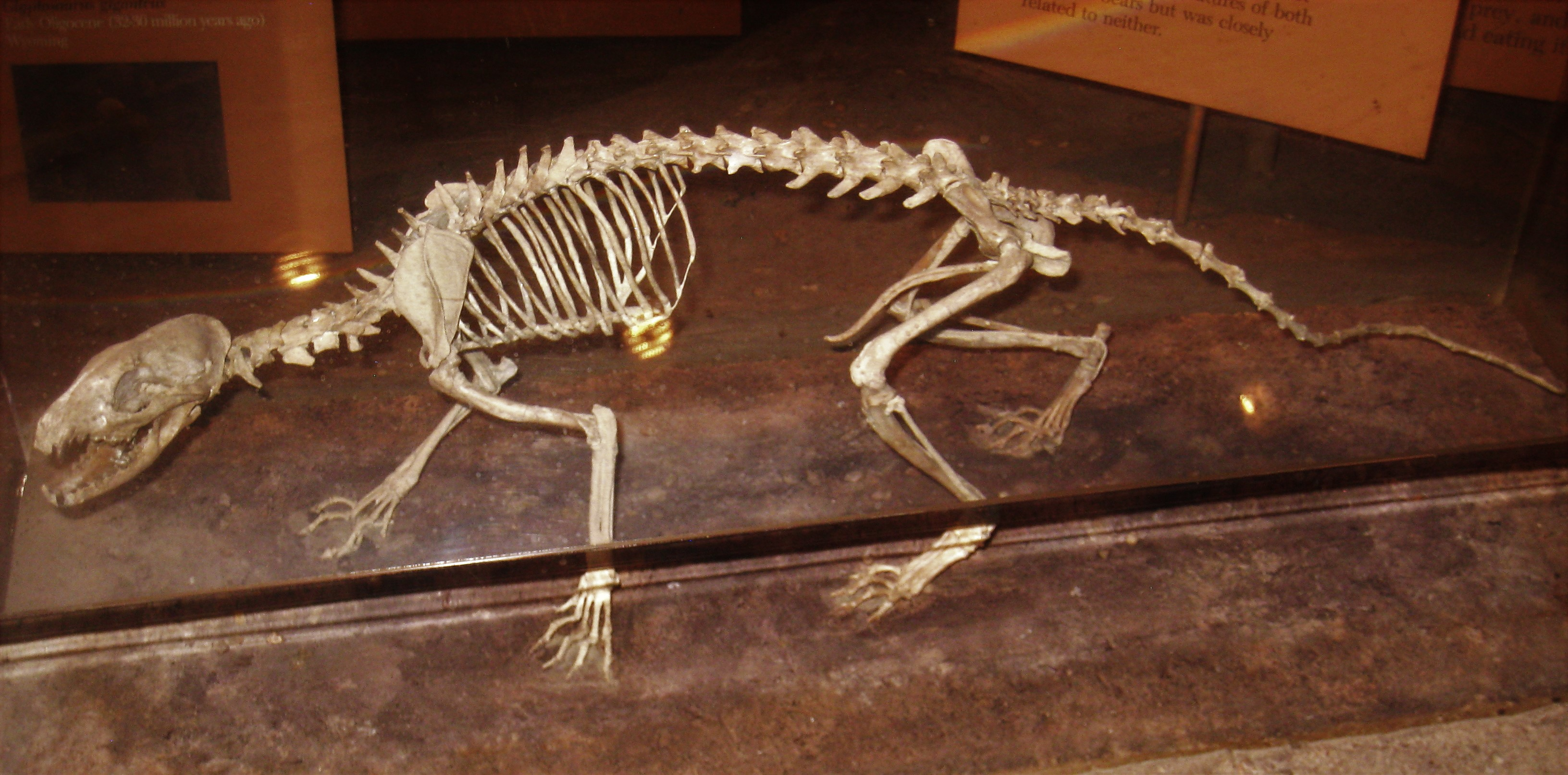
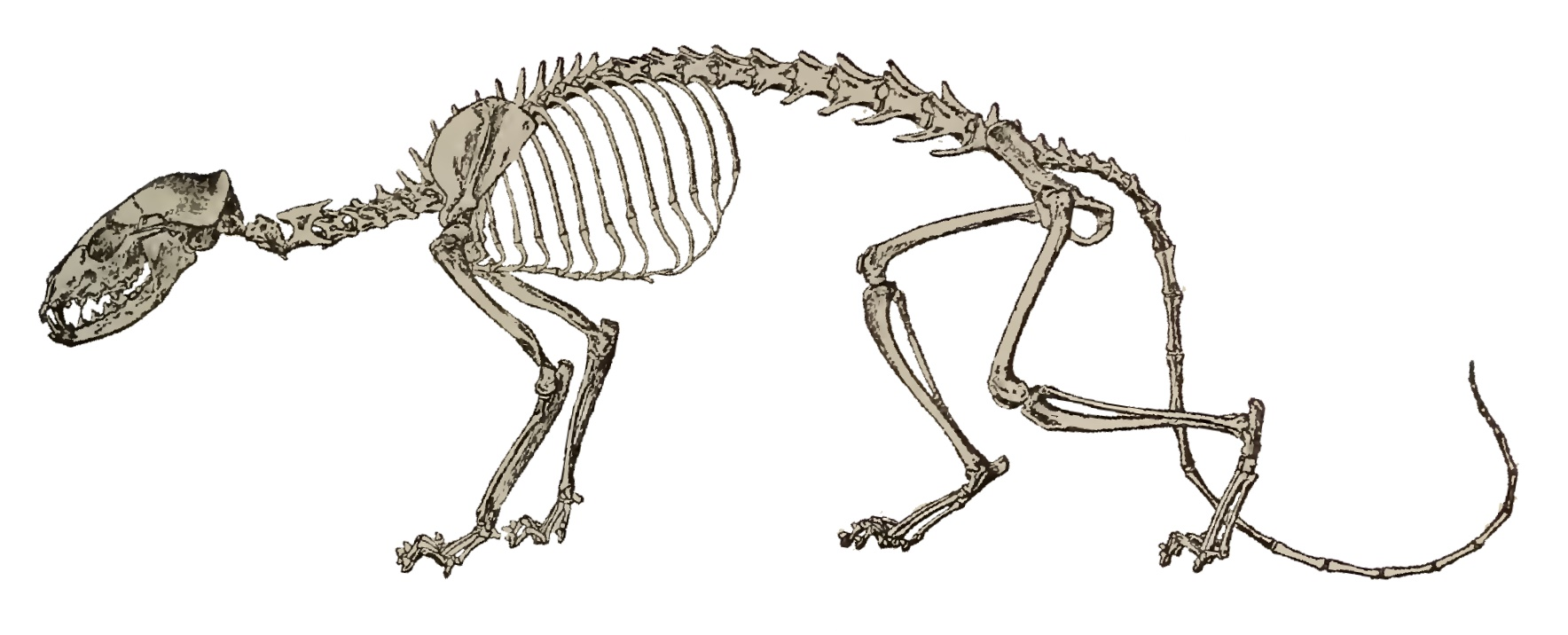
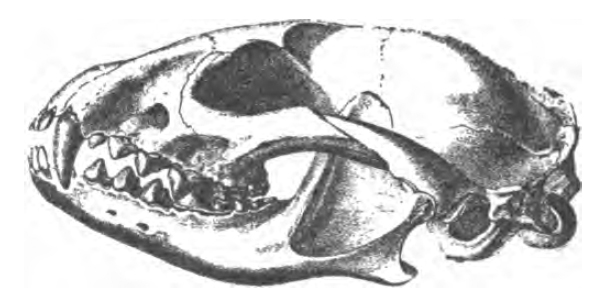

#### Hesperocyon coloradensis
Hesperocyon coloradensis was 3.30 kilogram. Hesperocyon coloradensis kwam voor in wat nu Colorado is.